# Pandemia de COVID-19 em São Martinho (Países Baixos)
Este artigo documenta os impactos da pandemia de COVID-19 em São Martinho pode não incluir todas as principais respostas e medidas contemporâneas.

## Linha do tempo
Em 18 de março, o primeiro caso de COVID-19 em São Martinho foi confirmado.